# Charaxes maculata
Charaxes maculata är en fjärilsart som beskrevs av Embrik Strand 1910. Charaxes maculata ingår i släktet Charaxes och familjen praktfjärilar. Inga underarter finns listade i Catalogue of Life.